# Prospalta nigridia
Prospalta nigridia är en fjärilsart som beskrevs av George Francis Hampson 1894. Prospalta nigridia ingår i släktet Prospalta och familjen nattflyn. Inga underarter finns listade i Catalogue of Life.